# Marten Mees
Marten Mees (Rotterdam, 24 oktober 1828 - Eefde, 7 februari 1917) was een Nederlandse bankier en makelaar in assurantiën. 

## Levensloop
Marten was een telg uit het geslacht Mees en een zoon van Rudolf Adriaan Mees, bankier, en Maria Elisabeth Adriana Ackersdijk. Hij volgde het Erasmiaans Gymnasium en in 1848 ging hij studeren in Utrecht waar hij op 20 mei 1854 magna cum laude promoveerde op De assecuratione in salvam navigationem quae dicitur. 
Terug in Rotterdam begon hij een eigen juridische praktijk en trad kort daarna toe tot het familiebedrijf R. Mees & Zoonen, de latere bank: Mees & Hope, tegenwoordig ABN AMRO MeesPierson. Daar leidde hij de  kassiersafdeling en werd in 1858 medefirmant. Mees was een maatschappelijk bewogen ondernemer die onder andere een rol speelde bij de oprichting van 'Het Onderling Crediet', waardoor zwakkeren in de samenleving ook krediet konden krijgen.
Met onder anderen Lodewijk Pincoffs behoorde Mees tot de kern van een groep zakenlieden die veel initiatieven in Rotterdam ontplooiden. Mees stond aan de wieg van de Rotterdamsche Bank, die uiteindelijk zou opgaan in ABN AMRO. Ook bij een andere voorganger van deze bank - de Amsterdamsche Bank - was Mees enkele jaren later betrokken, zij het niet als initiatiefnemer. Bij de voorbereiding en oprichting van de Holland-Amerika Lijn had hij een leidende rol. Tot aan zijn dood in 1917 was hij president-commissaris.
De tragische deconfiture van Pincoffs imperium bracht velen in Rotterdam financieel aan de rand van de afgrond. Voor Mees, die zeer betrokken was bij dit drama, betekende deze tragedie een grote tegenslag die hem op de rand van een bankroet bracht. 
Het archief van Marten Mees berust bij het Gemeentearchief Rotterdam.

## Publicaties
- Mr. Willem Cornelis Mees. Man van de Daad: Mr Marten Mees en de opkomst van Rotterdam, Rotterdam: Nijgh & Van Ditmar N.V., 1946. 708 pagina's
- Dick Nas. "Marten Mees (1828-1917): Bankier van de Rotterdamse haven," op Het geheugen van de vakbeweging online , 2019.